# Love to Love You Baby (chanson de David Vendetta)
Pour les articles homonymes, voir Love to Love You Baby.
Singles de David Vendetta
Unidos Para La Música
(2006)
Pistes de Rendez-vous
Break 4 Love
(2) Be the Best
(4)
Love to Love You Baby est une chanson du DJ français David Vendetta sortie le 22 novembre 2006 sous le label DJ Center Records. Premier single extrait de son 1er album studio Rendez-vous, la chanson utilise un sample vocal de Donna Summer issu de Love to Love You Baby, écrit par Giorgio Moroder, Donna Summer et Pete Bellotte. Produit par David Vendetta, le single se classe dans quatre hit-parades de pays différents notamment dans le top 20 en France.

## Liste des pistes
CD-Single V2
1. Love to Love You Baby (Radio Edit) – 3:28
2. Love to Love You Baby (Extended Club Mix) – 8:53
3. David Vendetta feat. Akram - Unidos para la música (Cosa Nostra Radio Edit) – 3:49
4. David Vendetta feat. Akram - Unidos para la música (Laurent Wolf Remix) – 6:37

## Classement par pays
| Pays                                    | Meilleure position |
| --------------------------------------- | ------------------ |
| France (SNEP)                           | 20                 |
| Pays-Bas (Nederlandse Top 40)           | 65                 |
| Belgique (Wallonie Ultratop 50 Singles) | 30                 |
| Italie (FIMI)                           | 44                 |
| France (Club 40)                        | 3                  |